# De danske Kolonister i Venezuela
De danske Kolonister i Venezuela er en dansk dokumentarfilm fra 1938.

## Handling
Filmen beskriver hvordan 50 danske familier kom til Chirgua-dalen i 1938 for at starte en ny tilværelse som bønder. Koloniseringen var resultatet af en aftale mellem det i Danmark nyoprettede Statens Udvandringskontor under ledelse af Rudolf Christiani og den venezualske regering. Filmen viser den moderne by, som er blevet bygget til kolonisterne, hvordan der trækkes lod om jordlodderne og hvordan danskerne tager fat på at rydde for skov og krat, så de kan dyrke jorden. Idylliske billeder af børn, fodbold og en Tuborg der nydes.